# Iberochondrostoma
Iberochondrostoma – rodzaj słodkowodnych ryb z rodziny karpiowatych (Cyprinidae). 

## Występowanie
Półwysep Iberyjski (Hiszpania i Portugalia).

## Klasyfikacja
Gatunki zaliczane do tego rodzaju:
- Iberochondrostoma almacai
- Iberochondrostoma lemmingii – płoć pardilska[2], pardilla[3]
- Iberochondrostoma lusitanicum
- Iberochondrostoma olisiponensis
- Iberochondrostoma oretanum

Gatunkiem typowym jest Leuciscus lemmingii (I. lemmingii).